# Hässelby gård (metropolitana di Stoccolma)
Hässelby gård è una stazione della metropolitana di Stoccolma.
Geograficamente è situata presso l'omonimo quartiere, a sua volta compreso all'interno della circoscrizione di Hässelby-Vällingby. Sul percorso della linea verde T19 della rete metroviaria locale la fermata è posizionata fra le stazioni di Johannelund e l'attuale capolinea di Hässelby strand.
La sua apertura ufficiale avvenne in data 1º novembre 1956, stesso giorno in cui divenne operativo il tratto da Vällingby fino a qui. Per questo motivo Hässelby gård ha rivestito il ruolo di capolinea a partire dalla sua entrata in funzione fino al 15 ottobre 1958, quando venne inaugurata l'adiacente fermata di Hässelby strand.
La piattaforma è collocata in superficie, su un cavalcavia ubicato al di sopra della piazza Hässelby torg.
Il suo utilizzo medio quotidiano durante un normale giorno feriale è pari a 5.100 persone circa.

## Tempi di percorrenza
| Linea | Capolinea       | Tempo  | Stazione                                     | Tempo                              |
| T19   | Hässelby strand | 3 min  | Åkeshov Alvik T-Centralen Gamla stan Slussen | 11 min 18 min 31 min 32 min 34 min |
| T19   | Hagsätra        | 53 min | Åkeshov Alvik T-Centralen Gamla stan Slussen | 11 min 18 min 31 min 32 min 34 min |